# Bahnbetriebswerk Lutherstadt Wittenberg

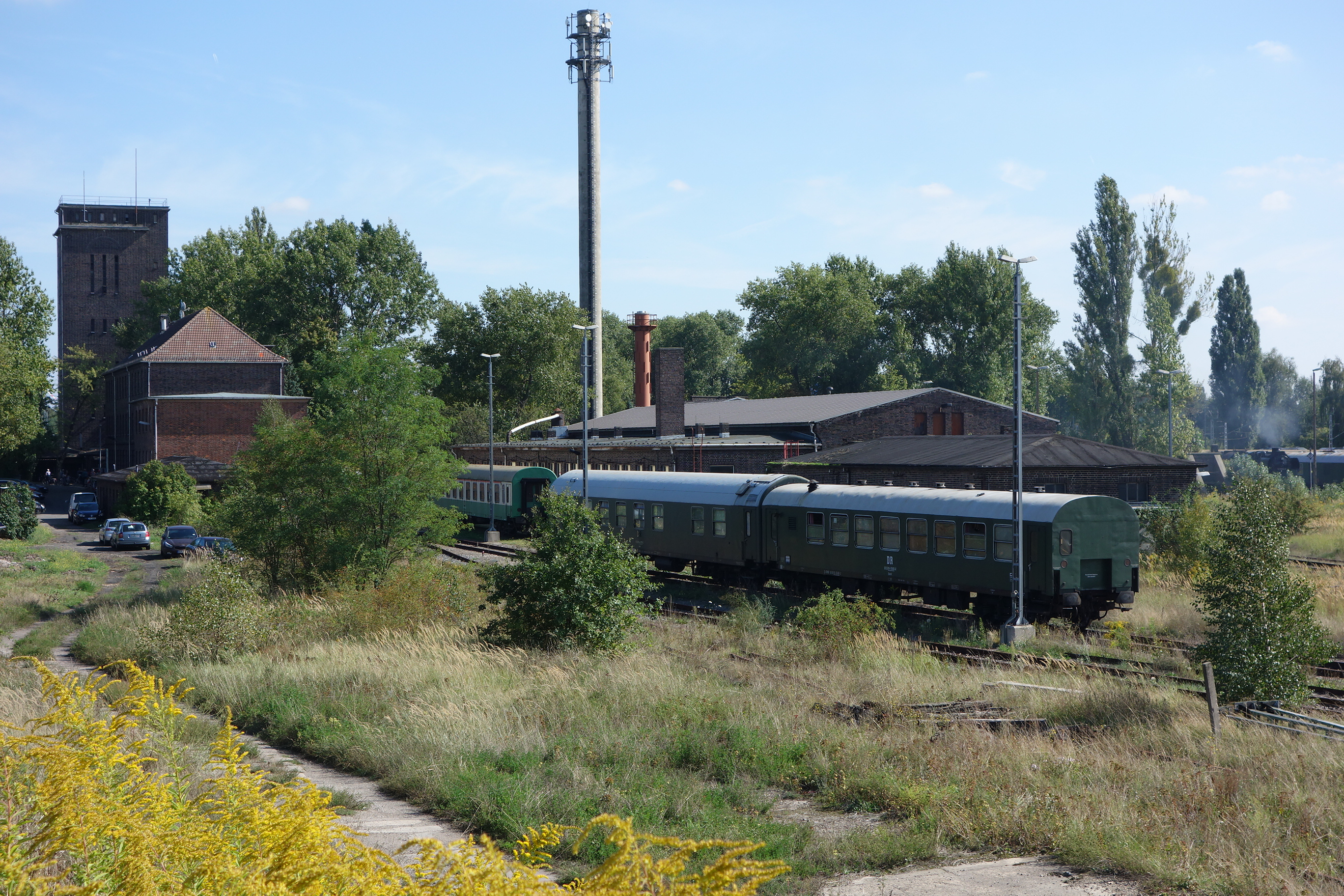
Gelände des Bw Wittenberg

Das Bahnbetriebswerk Lutherstadt Wittenberg (häufig abgekürzt als Bw Wittenberg) ist ein ehemaliges Bahnbetriebswerk im Ortsteil Labetz der Lutherstadt Wittenberg.

## Geschichte
Eine erste Anlage errichtete die Berlin-Anhaltische Eisenbahn-Gesellschaft (BAE) in Wittenberg im Jahr 1841 im Zusammenhang mit der Inbetriebnahme der Anhalter Bahn. Diese bestand aus einem zweigleisigen Rechtecklokschuppen und einem Gleisdreieck zum Wenden der Lokomotiven. Die Anlage befand sich am damaligen Standort des Wittenberger Bahnhofs.
Mit der Verlegung des Bahnhofs an seinen heutigen Standort errichtete die BAE dort einen neuen Lokschuppen. Dieser wurde im Jahr 1877 durch einen fünfgleisigen Ringlokschuppen mit einer 16-Meter-Drehscheibe ersetzt. Dieser Lokbahnhof gehörte ab 1882 zur Königlichen Eisenbahn-Direktion Erfurt. Die Preußische Staatsbahn baute den Lokschuppen bis 1895 auf 14 Gleise aus und errichtete ein Sozial- und Verwaltungsgebäude. Ab dem 1. April 1895 unterstand die Maschinenstation Wittenberg der Königlichen Eisenbahn-Direktion Halle und wurde am 1. April 1903 zu einer Betriebswerkstätte aufgewertet.
Zu Beginn der 1920er Jahre war eine Erweiterung der Anlagen notwendig. Mangels Platz am bisherigen Standort entstand ein neuer Betriebsteil auf der damaligen Gemarkung Labetz. Zunächst wurde ein kleiner, viergleisiger Ringlokschuppen und eine 23-Meter-Drehscheibe errichtet. Eine umfangreiche Erweiterung erfolgte ab 1938. Es entstand ein Ringlokschuppen mit 22 Gleisen, ein 34 Meter hoher Wasserturm sowie ein großes Sozial- und Verwaltungsgebäude. Im Jahr 1942 konnte das neue Bw Wittenberg in Betrieb genommen werden. 1961 wurde ein Kohle-Hochbunker errichtet.
Im Jahr 1994 wurde das Bw in einen Betriebshof umgewandelt, ab 1998 war es eine Einsatzstelle der DB Regio. Der Lokeinsatz endete im Jahr 2000.
Heute wird das Gelände vom „Förderverein Berlin - Anhaltische Eisenbahn e. V.“ genutzt. Die Fahrzeuge des Vereins sind ebenfalls hier abgestellt.

## Fahrzeugbestand

### Deutsche Reichsbahn
Ab den 1950er Jahren wurden vom Bw Wittenberg vorwiegend Dampflokomotiven der Baureihe 38.10–40 und der Baureihe 52 eingesetzt. Mit Aufkommen der Dieseltraktion folgten 1964 Triebwagen der Baureihe VT 2.09 und 1967 die Baureihe V 200. Ein erneuter Dampflokeinsatz erfolgte von November 1981 bis 15. Dezember 1985. Ab 1983 waren auch E-Loks hier beheimatet.

### Museum

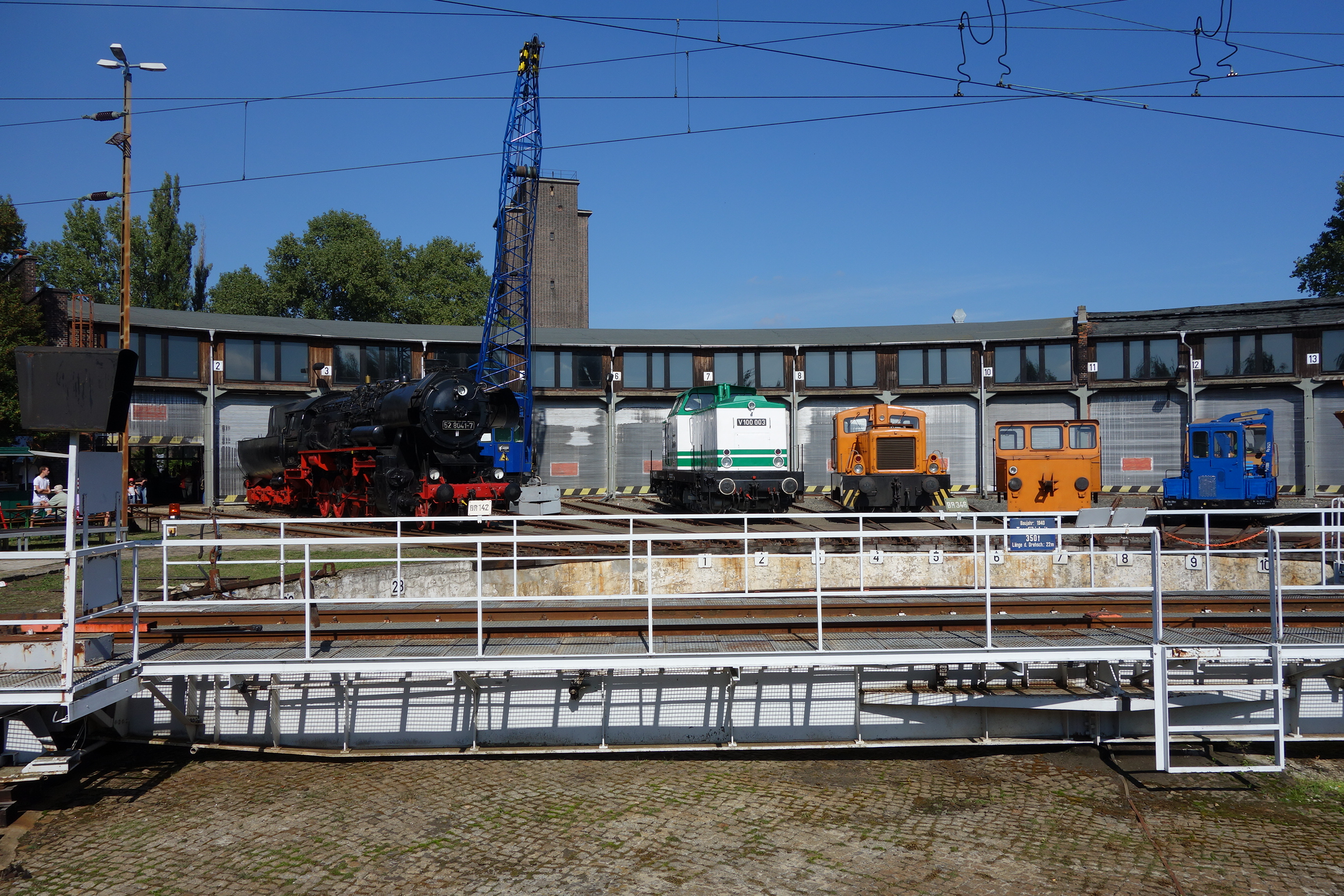
Fahrzeuge des Vereins vor dem Ringlokschuppen

Im Bestand des Fördervereins befinden sich folgende Fahrzeuge:
- V100 003
- 52 8041
- 102 004
- ein Eisenbahndrehkran
- ein Schienenkleinwagen

Im Bestand von WFL:
- 18 201
- 52 8079

Im Bestand von Axel Zwingenberger:
- V180 119

Weiterhin sind auf dem Gelände verschiedene historische Reisezugwagen abgestellt, so auch Salonwagen eines DDR-Führungszuges. Diese gehören zur als Kulturdenkmal des Landes Sachsen-Anhalt anerkannten „Sammlung historische Schienenfahrzeuge“.

## Anlagen
Bis heute erhalten sind der Ringlokschuppen mit Drehscheibe, der Wasserturm, das Verwaltungsgebäude, Wartungshallen sowie umfangreiche Gleisanlagen. Das Bahnbetriebswerk steht heute unter Denkmalschutz.
Eine auf dem Gelände befindliche Umformerstation und Schaltanlage für die Bahnstromversorgung ist stillgelegt.
Unmittelbar südlich führt die Bahnstrecke Roßlau–Falkenberg am Betriebswerk vorbei. Dessen Gleise sind an den Bahnhof Lutherstadt Wittenberg Hauptbahnhof angebunden.

## Veranstaltungen

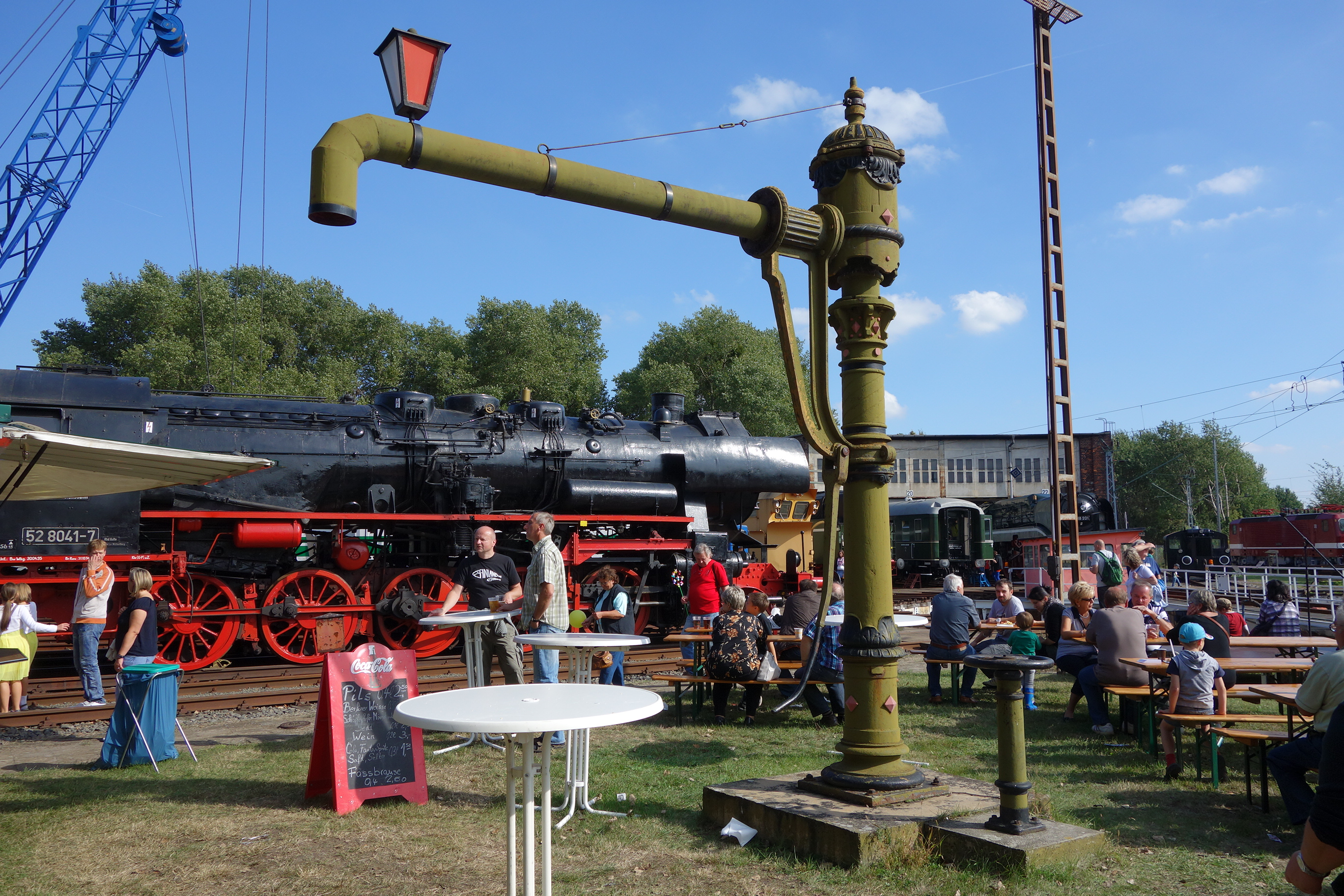
Bw-Fest 2013

Der Verein organisiert jährlich im Spätsommer ein Bw-Fest mit Fahrzeugausstellungen, Führerstandsmitfahrten sowie einer Modellbahnausstellung und Modellbahnbörse. Letztere finden auch mehrmals unterjährig statt.